# تری‌متیل بورات
تری متیل بورات (به انگلیسی: Trimethyl borate) یک ترکیب شیمیایی با شناسه پاب‌کم ۸۴۷۰ است.
شکل ظاهری این ترکیب، مایع شفاف است.
مایعی با خصلت اشتعال‌پذیری ، همراه با شعله‌هایی به رنگ سبز رنگ است . همانند دیگر هیدورکربن‌ها پس از سوختن آب و کربن دی‌اکسید آزاد می‌کند .